# Парависино, Ортенсьо Феликс
Брат Ортенсио Парависино, полное имя — Орте́нсио Фе́ликс Парависи́но-и-Артеа́га (исп. Hortensio Félix Paravicino y Arteaga; 12 октября 1580 года, Мадрид — 12 декабря 1633 года) — испанский оратор и поэт, реформатор церковной проповеди в духе эстетики культеранизма, монах ордена тринитариев.
По отцовской линии происходил из знатного миланского семейства Паллавичино. Начатки образования получил в иезуитской коллегии в Оканье, затем обучался гражданскому и каноническому праву в университете Саламанки. С 18 апреля 1600 года — член братства тринитариев, впоследствии стал одним из провинциалов (англ.) ордена (глав миссии в определённой области). Уже в возрасте 21 года занимал в университете кафедру риторики; в 1603 году получил степень доктора богословия.
В 36 лет Парависино получил должность проповедника при дворе Филиппа III, на смерть которого в 1621 году составил погребальную речь, выразившую новые тенденции в церковной риторике и вызвавшую определённую полемику. Филипп IV сохранил за ним придворную должность.
Парависино входит в круг многих выдающихся деятелей культуры золотого века Испании: Лопе де Вега, Луиса де Гонгора, Франсиско де Кеведо. Его ближайшим другом был художник Эль Греко, около 1609 года создавший его портрет.
В литературной деятельности Парависино был последователем культеранизма — одного из течений испанского барокко, уделявшего особое внимание культивированию усложнённого, затемнённого, метафорически насыщенного языка.
Он проявил себя как поэт (широко известны четыре его сонета, обращённых к Эль Греко, в том числе один, написанный непосредственно после создания портрета), обращался к драматургии. Главным достижением Парависино было создание новой церковно-ораторской традиции: он привнёс в проповедь сложную метафорику и возвышенно-тёмный стиль, характерный для барочной поэзии и по сути дела превращавший проповедь в литературный жанр.
Его проповеди, изданные в шести томах, обрели множество подражателей и долгие годы считались образцовыми. К середине XVIII века традиция Парависино, некогда весьма плодотворная, пришла в совершенный упадок. «Широкошумящие» проповеди стали мишенью для насмешек просветителей, а окончательным приговором им стал сатирический роман «Брат Герундий» (1758-1768) иезуита падре Исла.